# Józef Wimmer

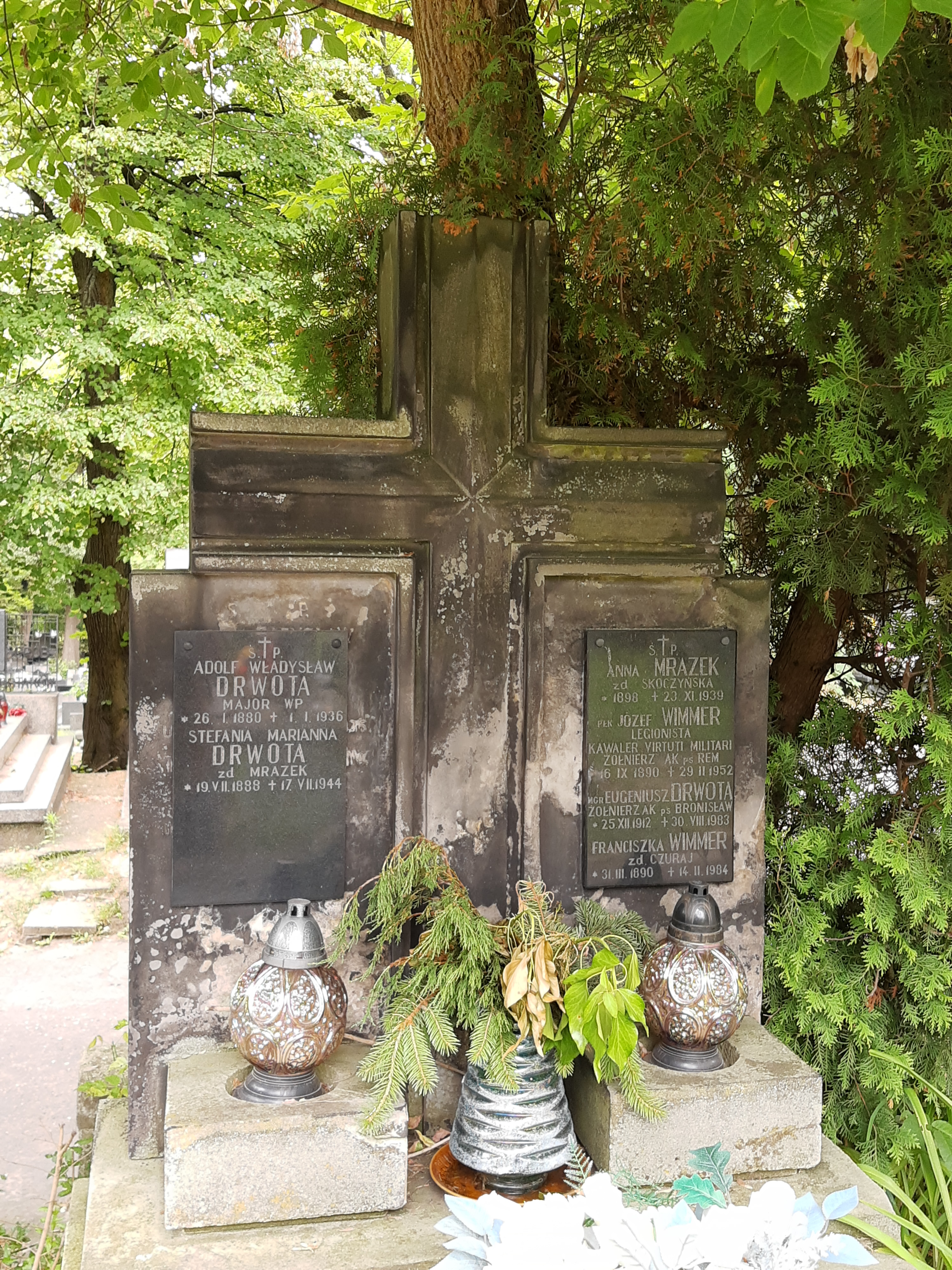
Grób Józefa Wimmera i Adolfa Drwoty na Cmentarzu Podgórskim

Józef Wimmer (ur. 16 września 1890 w Niepołomicach, zm. 28 listopada 1952 w Krakowie) – podpułkownik piechoty Wojska Polskiego, działacz niepodległościowy i społeczny, kawaler Orderu Virtuti Militari.

## Życiorys
Syn Józefa i Wiktorii z domu Pawlica. Uczęszczał do szkoły powszechnej w Niepołomicach, a następnie do Wyższej Szkoły Realnej w Krakowie. Po uzyskaniu świadectwa dojrzałości w 1910, przez cztery lata był studentem Politechniki Lwowskiej na wydziale Budowy Dróg i Mostów. Od 1910 w Związku Walki Czynnej, a od 1911 w Związku Strzeleckim, w którym otrzymał stopień podporucznika. W sierpniu 1914 wstąpił do 3 pułku piechoty Legionów Polskich, w którym przydzielony został do kompanii technicznej oraz otrzymał awans na stopień kapitana. 4 lipca 1916 wykazał się męstwem podczas walk pod Polską Górką, kiedy z dowodzoną przez niego kompanią utrzymywał wysuniętą linię okopów, żeby umożliwić pułkowi  przegrupować się na bardziej dogodne pozycje. 17 maja 1922 za czyn ten został odznaczony Krzyżem Srebrnym Orderu Virtuti Militari. Rana jaką otrzymał podczas walki uniemożliwiała mu dalszą służbę i do maja 1917 przebywał na leczeniu szpitalnym.
W listopadzie 1918 wstąpił do odrodzonego Wojska Polskiego. 15 listopada został awansowany na stopień majora. Do września 1919 komendant placu w Warszawie, a później dowodził Twierdzą Chełmno oraz był dowódcą miasta Grudziądza. 11 czerwca 1920 został zatwierdzony z dniem 1 kwietnia 1920 w stopniu podpułkownika, w piechocie, w grupie oficerów byłych Legionów Polskich. 14 października 1921 wyznaczony na stanowisko zastępcy dowódcy Twierdzy Brześć nad Bugiem. Później został przydzielony z 83 pułku piechoty na stanowisko oficera placu Kowel, a w maju 1927 przydzielony do Komendy Miasta Toruń na stanowisko komendanta. Z dniem 1 marca 1928 został zwolniony ze stanowiska komendanta miasta Toruń z równoczesnym oddaniem do dyspozycji Ministerstwa Spraw Wewnętrznych. Z dniem 30 listopada 1928 został przeniesiony w stan spoczynku.
Z dniem 1 grudnia 1928 został mianowany starostą powiatowym w Brodnicy, od 1935 w Kołomyi i od 1937 w Urzędzie wojewódzkim w Tarnopolu pełnił obowiązki naczelnika wydziału. Po przejściu w 1938 na emeryturę wyjechał z rodziną do Poznania. 12 grudnia 1939 z rodziną został przez Niemców wysiedlony do Częstochowy, a później do Niepołomic, gdzie w tamtejszej Spółdzielni Rolniczej wykonywał obowiązki kierownika handlowego. Walczył z Niemcami należąc do Armii Krajowej. Ponownie przyjechał do Poznania w 1945, gdzie podjął pracę w Spółdzielni Emerytów Państwowych. Był także w Urzędzie Bezpieczeństwa przesłuchiwany oraz więziony. Od 1951 był mieszkańcem Krakowa, gdzie zmarł i został pochowany na Cmentarzu Podgórskim (pas 2-zach-9).
Żonaty z Franciszką Czuraj. Mieli dzieci: Wandę (ur. 2 lutego 1917), Krystynę (ur. 12 stycznia 1919) oraz Zbigniewa (ur. 4 marca 1921).

## Ordery i odznaczenia
- Krzyż Srebrny Orderu Wojskowego Virtuti Militari nr 7343 – 17 maja 1922[15][5][16][17][18]
- Krzyż Niepodległości – 20 stycznia 1931 „za pracę w dziele odzyskania niepodległości”[19]
- Krzyż Walecznych czterokrotnie[16][20][1]
- Złoty Krzyż Zasługi – 9 listopada 1932[21][1]